# Arv (genetik)
Arv är de personliga egenskaper som erhålls av föräldrarnas genetiska uppsättningar. Det som kodar för en individs utseende och egenskaper är gener. Varje individ ärver hälften av sin genuppsättning från sin moder och den andra hälften från sin fader.  Generna styr alltså om man föds med bruna, gröna eller blå ögon, blont, brunt, rött eller svart hår och så vidare. De speciella gener som styr mitokondrierna som finns i våra celler ärvs i regel bara på mödernet.
Individens egenskaper utvecklas förutom av det genetiska arvet även av omgivningen och miljön. Över mycket lång tid kan även miljön påverka arvet genom mutationer av gener och evolution.